# 710. Infanterie-Division
La 710. Infanterie-Division fu una divisione dello Heer attiva durante la seconda guerra mondiale. Costituita nel maggio 1941, fu impegnata per la maggior parte della guerra in compiti di occupazione nella Scandinavia, finché non venne trasferita sul fronte italiano dove fu costretta a ritirarsi fino in Austria.

## Storia
La divisione venne costituita il 2 maggio 1941, a giugno venne trasferita come forza di occupazione in Norvegia coprendo dalla zona a nord di Oslo fino a Langesund, nel 1943 la divisione arrivò a coprire anche la zona di Lindesnes.
Nel gennaio 1945 venne spostata lungo il fronte italiano e qui seguirono divere battaglie difensive che portano la divisione a continue ritirate attraverso il Po, Ferrara, Padova, Udine finché non giunse in Austria dove si schierò nella zona intorno Sankt Pölten, nell'aprile dello stesso anno venne schierata nella zona tra Neulengbach e il Danubio per bloccare le incursioni sovietiche. A maggio i resti della divisione furono spostati nella zona di Stiria e qui fatti prigionieri delle truppe americane.

## Ordine di battaglia
- Infanterie-Regiment 730
- Infanterie-Regiment 740
- Artillerie-Abteilung 650
- Pionier-Bataillon 710
- Divisionseinheiten 710[1]

## Comandanti
- General der Infanterie Theodor Petsch (3 maggio 1941 - 1° novembre 1941)
- Generalleutnant Rudolf-Eduard Licht (1° novembre 1944 - 15 aprile 1945)
- Generalmajor Walter Gorn (15 aprile 1945 - 8 maggio 1945)[1]